# Bandera de Lugo (ciudad)

Bandera de Lugo desde 2012.

La bandera de la ciudad de Lugo se describe en el Decreto 167/2012, de 26 de julio, por el que se aprueba la bandera del Ayuntamiento de Lugo del DOG n.º 151, publicado el miércoles, 8 de agosto de 2012.
El blasonado versa lo siguiente: "Sobre el paño blanco las armas de la ciudad, sostenidas por dos leones afrontados de amarillo, lenguados y armados de rojo".
Este diseño, de carácter historicista y propuesto por Eduardo Pardo de Guevara y Valdés, substituye al anterior, de 1942.

## Versiones anteriores

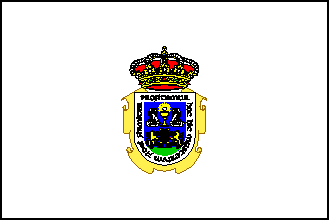
Bandera de Lugo (uso u oficialidad desconocidos, quizás anterior a 1942).
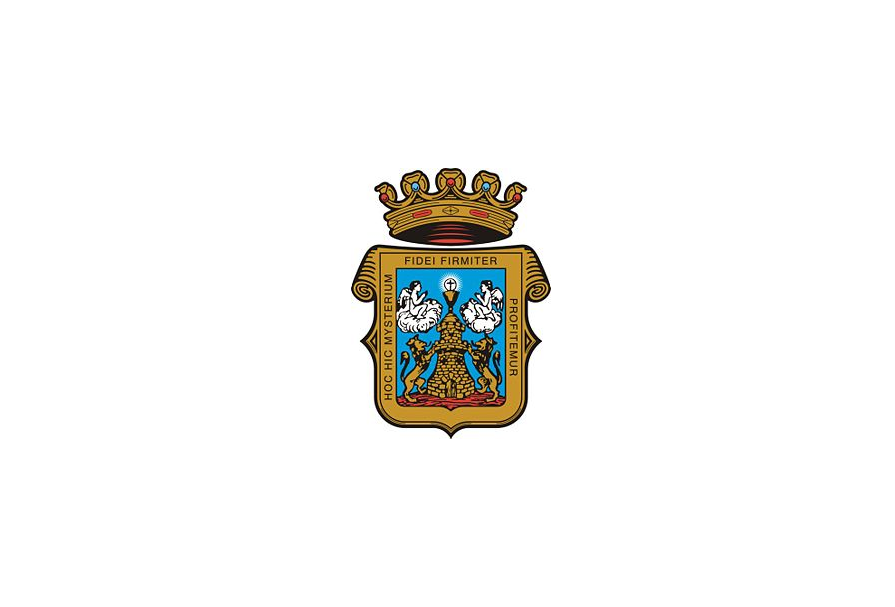
Bandera oficial de la ciudad de Lugo entre 1942 y 2012.